# Забродзе (Володавський повіт)
Забродзе (пол. Zabrodzie) — село в Польщі, у гміні Уршулін Володавського повіту Люблінського воєводства.
Населення — 137 осіб (2011).
У 1975-1998 роках село належало до Холмського воєводства.

## Демографія
Демографічна структура станом на 31 березня 2011 року:
|          | Загалом | Допрацездатний вік | Працездатний вік | Постпрацездатний вік |
| -------- | ------- | ------------------ | ---------------- | -------------------- |
| Чоловіки | 68      | 15                 | 46               | 7                    |
| Жінки    | 69      | 19                 | 34               | 16                   |
| Разом    | 137     | 34                 | 80               | 23                   |